# Dziećmiarki
Dziećmiarki (niem. Dietmarshofen) – wieś w Polsce położona w województwie wielkopolskim, w powiecie gnieźnieńskim, w gminie Kłecko.
W latach 1975–1998 miejscowość administracyjnie należała do województwa poznańskiego.
Zaludnienie na rok 2014 wynosi 168 osób. Wieś położona na dwoma jeziorami: Linie oraz Dziećmiarki.

## Historia
Najstarsza wzmianka, dotycząca wsi pochodzi z 1378 r. Stanowiła własność Krzyżanowskich, a w latach 40. XIX w. właścicielem był hrabia Albin Węsierski. W latach 70. XIX w. wieś składała się z dwóch części: Dziećmiarek i folwarku Słępowo licząc 170 mieszkańców i 14 domów.